# Asociación de Mujeres Argentinas por los Derechos Humanos

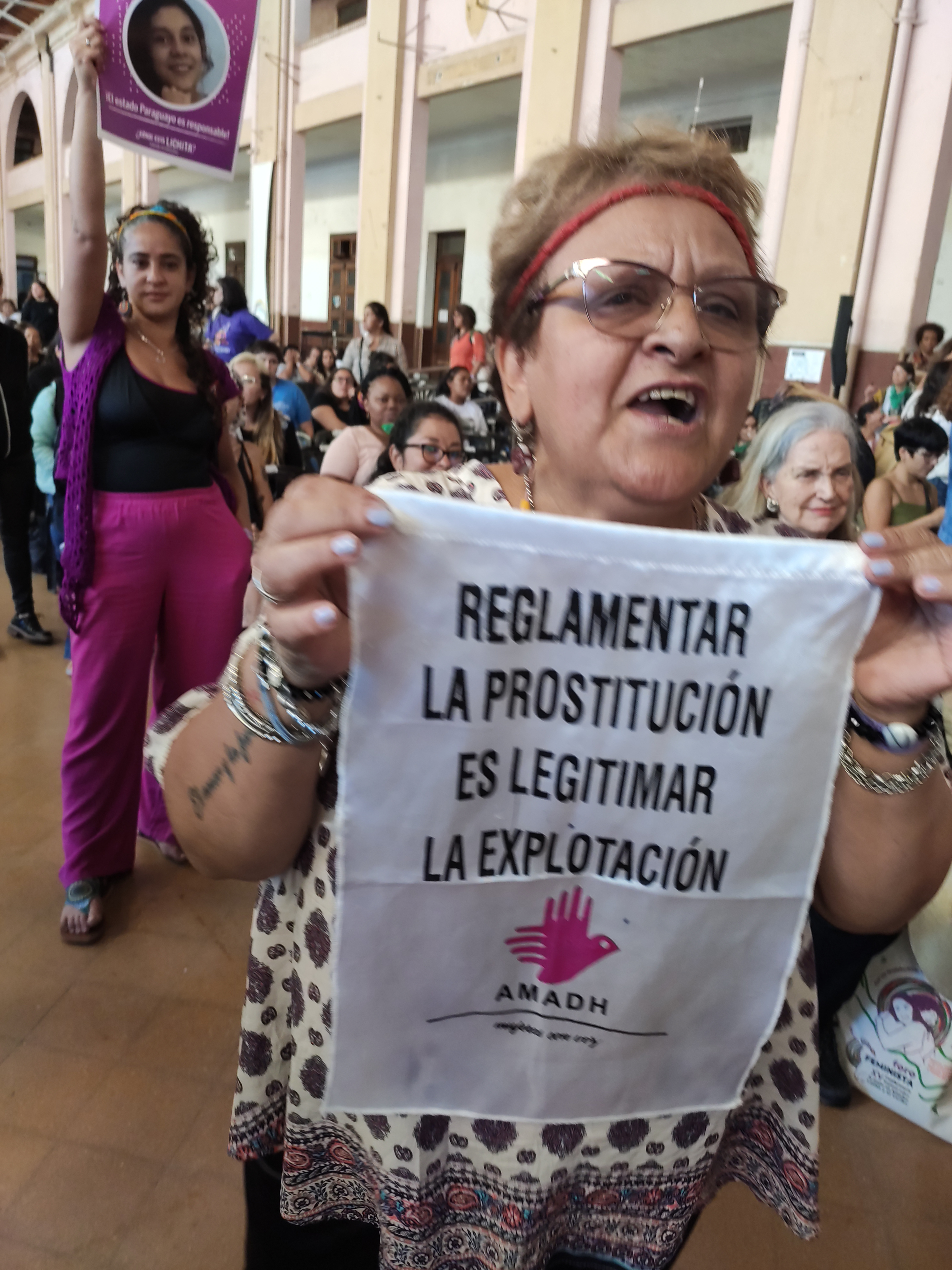
Sobreviviente de la prostitución enarbolando un cartel de AMADH en la XV Conferencia Regional sobre la Mujer de América Latina y el Caribe

Asociación de Mujeres Argentinas por los Derechos Humanos  es una asociación que funciona en Argentina desde 2003 y está integrada por sobrevivientes de trata/explotación sexual,mujeres, trans y  travestis desocupadas que sobreviven,han sobrevivido o se encuentran en riesgo de prostitución. AMADH lucha contra la trata de personas, la violencia institucional, la explotación sexual y la desigualdad de género y le exige al Estado políticas públicas integrales ya que considera que la prostitución se encuentra directamente vinculada a la pobreza y a la vulneración sistemática de los derechos humanos de las personas. AMADH pretende encontrar estrategias y alternativas de vida para las mujeres y travestis en situación de prostitución.

## Historia
Los orígenes de la organización se remontan a 1995. En ese momento,  un grupo de mujeres en situación de prostitución se organiza en la Central de Trabajadores Argentinos (CTA) y forma AMMAR. En sus comienzos  el objetivo era defenderse de la represión policial y oponerse a la aplicación de códigos contravencionales contra las personas en situación de prostitución. 
Más tarde, en 2002, este grupo se separa de AMMAR, primero con el nombre de AMMAR Capital y luego con el de AMADH por considerar que la prostitución no es un trabajo y adherir al abolicionismo de la prostitución.   
En 2003, el grupo se desvincula de la CTA, cuando AMMAR reivindica la prostitución como trabajo y fundan AMMAR Capital pero luego modifican su nombre a AMADH y se constituyen jurídicamente como la Asociación de Mujeres Argentinas por los Derechos Humanos (AMADH). Se fueron a un espacio cedido por la Iglesia Evangélica Metodista de Flores y pasaron a autodenominarse “mujeres en situación de prostitución”. Luego ocuparon una sede en el barrio de Once, espacio facilitado por la ONABE.
La asociación desarrolla actividades y programas que buscan empoderar a las mujeres en situación de prostitución y  prevenir la situación de vulnerabilidad y exclusión social que obliga  a niñas y mujeres a caer en la explotación sexual. 
No están de acuerdo con AMMAR en que la prostitución sea "trabajo sexual" y  equivalente a la oferta de cualquier otro servicio. Por el contrario, entre sus objetivos se encuentran exigir al Estado políticas públicas en  educación,  trabajo y salud, para ayudar a las mujeres a salir de la situación de prostitución. La asociación considera que los derechos básicos de las mujeres  que han sido empujadas por las circunstancias a una situación de prostitución han sido vulnerados y que son víctimas de explotación sexual.  En AMADH se agrupan las mujeres que se autodenominan en situación de prostitución para demandar asistencia al Estado y  reinserción laboral en un trabajo digno sin explotación sexual, a diferencia de las que se nuclean en AMMAR que se autodenominan trabajadoras sexuales. En AMADH no creen que la prostitución sea un trabajo y por eso se oponen a los intentos gubernamentales de reglamentar la prostitución porque creen que de esta manera se la promueve y que el discurso que se ofrece a las mujeres es que la  única salida para la pobreza son las esquinas o los prostíbulos regenteados por proxenetas.
La asociación cuenta con un centro educativo para que mujeres adultas puedan terminar sus estudios primarios y un centro de formación laboral, con talleres de periodismo, audiovisuales, cine y música.
La asociación brinda asesoramiento  a personas en situación de prostitución para que conozcan sus derechos, ofrece  talleres sobre derechos sexuales y reproductivos, espacios de reflexión y realiza campañas de divulgación y concientización. El espacio  “Las Tamboras” es un lugar donde hacen música.
La asociación, formada en su mayor parte por mujeres y travestis que están o han estado en situación de prostitución,  sostiene que reglamentarla es legitimar la explotación sexual.
 Por eso se apoyan el abolicionismo de la prostitución.